# Saint-Vincent-sur-l'Isle
Saint-Vincent-sur-l'Isle là một xã, nằm ở tỉnh Dordogne vùng Aquitaine của Pháp. Xã này có diện tích 9,98 kilômét vuông, dân số năm 2007 là 242 người. Xã nằm ở khu vực có độ cao trung bình 106 m trên mực nước biển.

## Hành chính
| Danh sách các xã trưởng                |             |                       |      |                   |
| Giai đoạn                              | Giai đoạn   | Tên                   | Đảng | Tư cách           |
| 1983                                   | đương nhiệm | Jean-François Faucher | PS   | cán bộ hành chính |
| Tất cả các dữ liệu trước đây không rõ. |             |                       |      |                   |

## Thông tin nhân khẩu
| Năm | 1962 | 1968 | 1975 | 1982 | 1990 | 1999 | 2007 |
| --- | ---- | ---- | ---- | ---- | ---- | ---- | ---- |
| Dân số | 161  | 155  | 142  | 152  | 204  | 191  | 242  |
| From the year 1962 on: No double counting—residents of multiple communes (e.g. students and military personnel) are counted only once. |      |      |      |      |      |      |      |